# Somogydöröcske
Somogydöröcske (ehemals Döröcske) ist eine ungarische Gemeinde im Kreis Tab im Komitat Somogy.

## Geografische Lage
Somogydöröcske liegt 16,5 Kilometer südwestlich der Kreisstadt Tab, ungefähr 800 Meter südlich des Flusses Koppány. Nachbargemeinden sind Szorosad und Gerézdpuszta, ein Ortsteil der Gemeinde Somogyacsa.

## Geschichte
Der Ort erhielt 1907 den Namen Somogydöröcske, vorher hieß er Döröcske. Im Jahr 1913 gab es in der damaligen Kleingemeinde 165 Häuser und 842 Einwohner auf einer Fläche von 1875 Katastraljochen. Sie gehörte zu dieser Zeit zum Bezirk Igal im Komitat Somogy. Die 1908 gegründete
evangelische Volksschule wurde 1949 zur Grundschule. Der Unterricht an dieser Schule wurde 1980 vollständig eingestellt. Seitdem besuchen die Kinder des Ortes die Bezirksschule in Törökoppány.

## Sehenswürdigkeiten
- Evangelische Kirche, erbaut 1836
- Römisch-katholische Kirche Árpád-házi Szent Erzsébet, erbaut nach Plänen von Jenő József Galbavy
  - Die Fenster der Kirche wurden von der Glasmalerin Valéria Kovács gestaltet. Über dem Altar befinden sich Figuren von Szent Erzsébet und Szent János.
- Weltkriegsdenkmäler (I. és II. világháborús emlékmű)

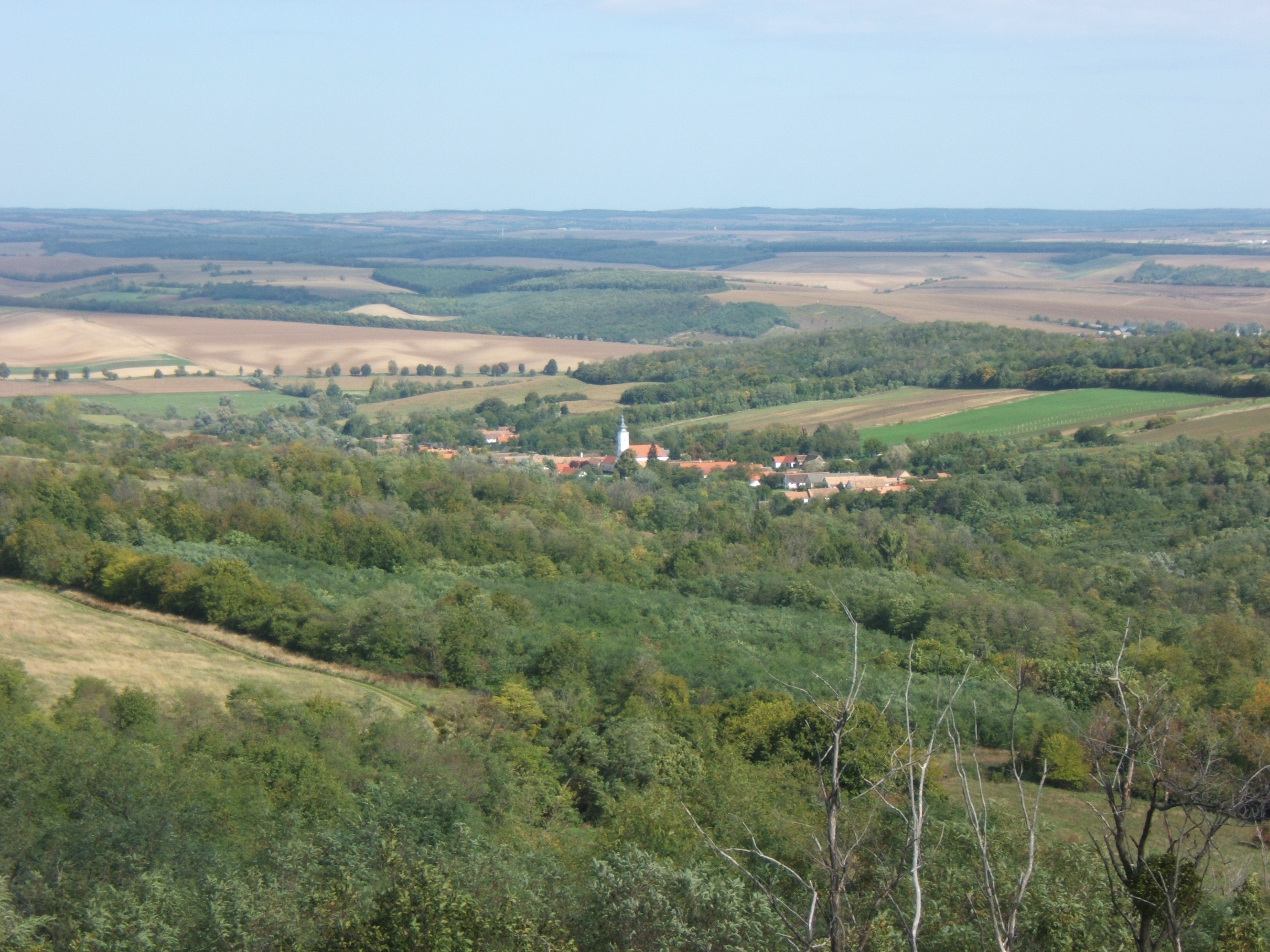
Blick auf Somogydöröcske vom József-hegy
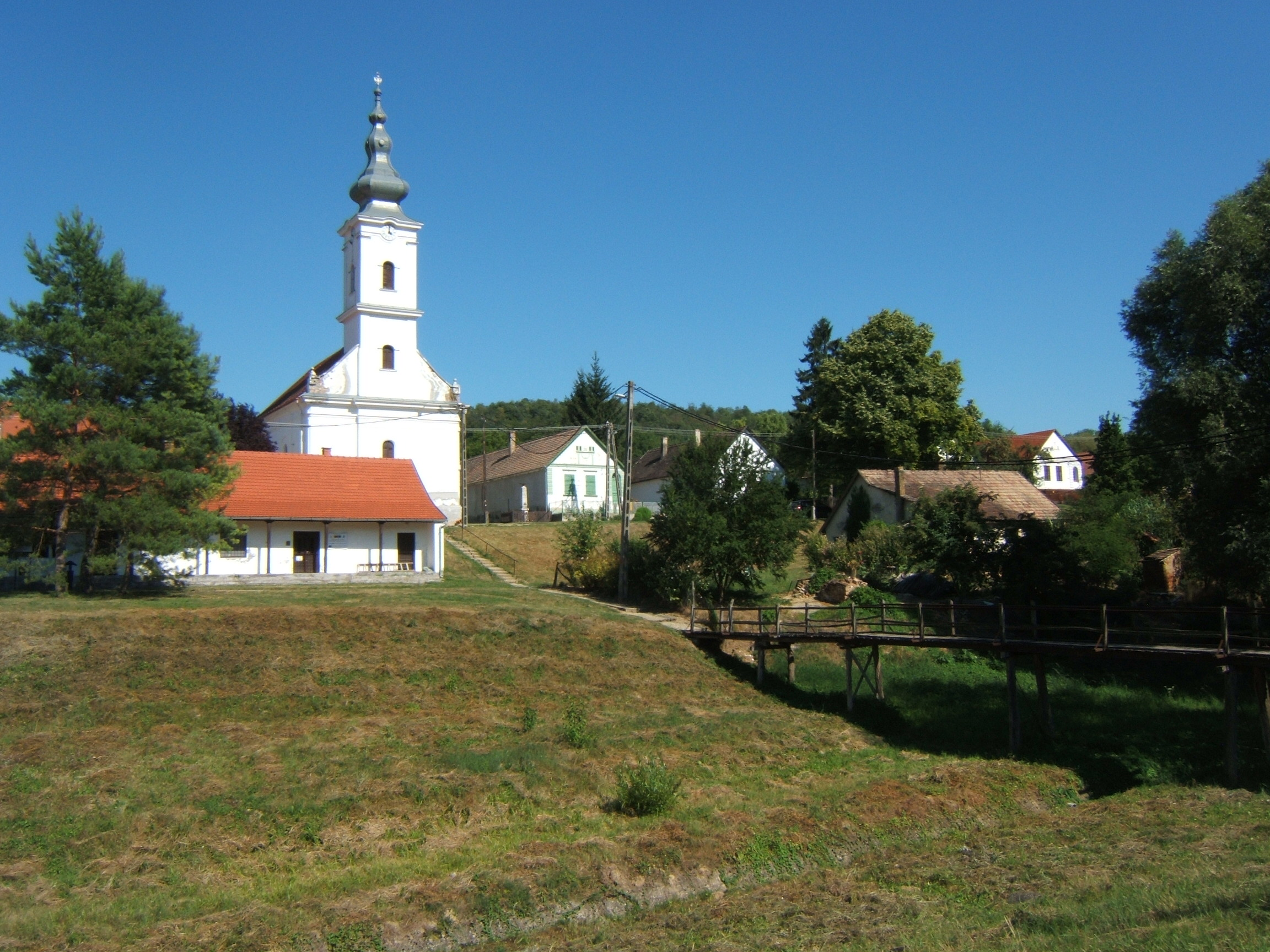
Ortsmitte mit der evangelischen Kirche

## Verkehr
Somogydöröcske ist nur über die Nebenstraße Nr. 65119 zu erreichen, ein Kilometer nördlich verläuft die Landstraße Nr. 6508. Es bestehen Busverbindungen über Miklósi und Zics nach Tab. Der nächstgelegene Bahnhof befindet sich westlich in Bonnya.